# 簕欓花椒
簕欓花椒（学名：Zanthoxylum avicennae）为芸香科花椒属下的一个种。

## 簕欓花椒之中醫藥療用價值
簕欓花椒之葉、根、果實可入藥，性味苦、辛，性微溫，有小毒；活血、利水、止痛。

## 外部連結
- 鷹不泊 Ying Bu Bo （页面存档备份，存于） 中藥標本數據庫 (香港浸會大學中醫藥學院) （繁體中文）（英文）

## 扩展阅读
維基物種上的相關：簕？花椒